# HV DVO
DVO (voluit: Door Vrienden Opgericht) was een Nederlandse dameshandbalclub uit het Sittard. 

## Geschiedenis
DVO was van oorsprong een club uit de Sittardse wijk Overhoven die werd opgericht in 1946, maar werd in 1948 weer opgeheven. De heroprichting vond plaats in 1950. Sinds het ontstaan van de vereniging vond er veel concurrentie plaats met de nabijgelegen handbalvereniging Sittardia.
Het damesteam van DVO werd in 1966 ongeslagen kampioen in de district 1e klasse. Via de Overgangsklasse volgde er in 1969, onder trainer-coach Leo Reijnders, promotie naar de toenmalige Hoofdklasse. DVO was het eerste Limburgse dames handbalteam dat in de Hoofdklasse uitkwam. De entree van dit team op het hoogste niveau handbal in Nederland was in het seizoen 1969/70. Het damesteam van Sittardia volgde in 1973.
De sportieve onderlinge concurrentie tussen de twee dameshandbalvereniging Sittardia en DVO zorgde ervoor dat gedachten om fusie tussen beide Sittards dameshandbal-verenigingen in een vroegtijdig stadium bleven steken. In 1980 bleek de tijd er echter wel rijp voor te zijn en zo ontstond op 23 juni 1980 HV Sittardia-DVO.